# Џон Ролс
Џон Ролс (енгл. John Rawls; Балтимор, 21. фебруар 1921 — Лексингтон, 24. новембар 2002) био је амерички филозоф и професор политичке филозофије на Харварду. Његова најважнија књига Теорија правде (1971) сматра се за једно од најзначајнијих дела политичке филозофије написано на енглеском језику после Другог светског рата. Она је извршила подједнако јак утицај на модерне либерале и социјалдемократе. Ролс је представио теорију правде као правичности која се заснива на уверењу да се друштвена неједнакост може оправдати једино ако је у корист најугроженијих (тако што их подстиче на рад). Пристрасност према једнакости је садржана у Ролсовом уверењу да би већина људи била лишена знања о сопственим талентима и способностима радије изабрала да живи у „егалитарном“ него у „неегалитарном“ друштву. Пошто код већине људи страх од сиромаштва превазилази жељу за богаством редистрибуција и социјална помоћ заснивају се на једнакости. Његове универзалистичке претпоставке из раних радова донекле су измењене у делу Политички либерализам.
Ролс је добио и Шокову награду за логику и филозофију и Националну медаљу за хуманистичке науке 1999. године, коју је уручио председник Бил Клинтон, у знак признања за Ролсов рад који је „оживео дисциплине политичке и етичке филозофије са својим аргументом да друштво у коме најбогатији помажу сиромашне није само морално друштво већ је и логично“.
Године 1990, Вил Кимлика је у свом уводу у ову област написао да је „општеприхваћено да је недавно поновно рођење нормативне политичке филозофије почело објављивањем Теорије правде Џона Ролса 1971. године“. Ролс је често описиван као један од најутицајнијих политичких филозофа 20. века. Он се необично разликује међу савременим политичким филозофима по томе што га судови у Сједињеним Државама и Канади често цитирају и на њега се позивају практичари у Сједињеним Државама и Уједињеном Краљевству. У националном истраживању политичких теоретичара из 2008. године, заснованом на 1.086 одговора професора на акредитованим, четворогодишњим колеџима и универзитетима у Сједињеним Државама, Ролс је изгласан као први на листи „Учењака који су имали највећи утицај на политичку теорију у Протеклих 20 година".

## Публикације

### Чланци
- „Outline of a Decision Procedure for Ethics.”. Philosophical Review. 60 (2): 177—197. април 1951. JSTOR 2181696. doi:10.2307/2181696..
- „Two Concepts of Rules.”. Philosophical Review. 64 (1): 3—32. јануар 1955. JSTOR 2182230. doi:10.2307/2182230..
- „Justice as Fairness.”. 54 (22): 653—362. Journal of Philosophy (October 24, 1957), .
- „Justice as Fairness.”. Philosophical Review. 67 (2): 164—194. април 1958. JSTOR 2182612. doi:10.2307/2182612..
- „The Sense of Justice.”. Philosophical Review. 72 (3): 281—305. јул 1963. JSTOR 2183165. doi:10.2307/2183165..
- "Constitutional Liberty and the Concept of Justice" Nomos VI (1963)
- „Distributive Justice: Some Addenda.”. 13: 51—71. Natural Law Forum (1968), .
- „Reply to Lyons and Teitelman.”. 69 (18): 556—557. Journal of Philosophy (October 5, 1972), .
- „Reply to Alexander and Musgrave.”. 88 (4): 633—655. Quarterly Journal of Economics (November 1974), .
- „Some Reasons for the Maximin Criterion.”. American Economic Review. 64 (2): 141—146. мај 1974..
- „Fairness to Goodness.”. Philosophical Review. 84 (4): 536—554. октобар 1975. JSTOR 2183853. doi:10.2307/2183853..
- „The Independence of Moral Theory.”. 48: 5—22. Proceedings and Addresses of the American Philosophical Association (November 1975), .
- „A Kantian Conception of Equality.”. Cambridge Review. 96 (2225): 94—99. фебруар 1975..
- „The Basic Structure as Subject.”. American Philosophical Quarterly. 14 (2): 159—165. април 1977..
- „Kantian Constructivism in Moral Theory.”. Journal of Philosophy. 77 (9): 515—572. септембар 1980. JSTOR 2025790. doi:10.2307/2025790..
- „Justice as Fairness: Political not Metaphysical.”. Philosophy & Public Affairs. 14 (3): 223—251. лето 1985..
- Rawls, John (пролеће 1987). „The Idea of an Overlapping Consensus.”. Oxford Journal for Legal Studies. 7 (1): 1—25. doi:10.1093/ojls/7.1.1..
- „The Priority of Right and Ideas of the Good.”. Philosophy & Public Affairs. 17 (4): 251—276. јесен 1988..
- „The Domain of the Political and Overlapping Consensus.”. New York University Law Review. 64 (2): 233—255. мај 1989..
- „Roderick Firth: His Life and Work.”. Philosophy and Phenomenological Research. 51 (1): 109—118. март 1991. JSTOR 2107823. doi:10.2307/2107823..
- Rawls, John (јесен 1993). „The Law of Peoples.”. Critical Inquiry. 20 (1): 36—68. doi:10.1086/448700..
- „Political Liberalism: Reply to Habermas.”. Journal of Philosophy. 92 (3): 132—180. март 1995..
- „The Idea of Public Reason Revisited.”. 64 (3): 765—807. Chicago Law Review (1997), . [PRR]

### Поглавља у књигама
- "Constitutional Liberty and the Concept of Justice." In Carl J. Friedrich and John W. Chapman, eds., Nomos, VI: Justice, pp. 98–125. Yearbook of the American Society for Political and Legal Philosophy. New York: Atherton Press, 1963.
- "Legal Obligation and the Duty of Fair Play." In Sidney Hook, ed., Law and Philosophy: A Symposium, pp. 3–18. New York: New York University Press, 1964. Proceedings of the 6th Annual New York University Institute of Philosophy.
- "Distributive Justice." In Peter Laslett and W. G. Runciman, eds., Philosophy, Politics, and Society. Third Series, pp. 58–82. London: Blackwell; New York: Barnes & Noble, 1967.
- "The Justification of Civil Disobedience." In Hugo Adam Bedau, ed., Civil Disobedience: Theory and Practice, pp. 240–255. New York: Pegasus Books, 1969.
- "Justice as Reciprocity." In Samuel Gorovitz, ed., Utilitarianism: John Stuart Mill: With Critical Essays, pp. 242–268. New York: Bobbs-Merrill, 1971.
- "Author's Note." In Thomas Schwartz, ed., Freedom and Authority: An Introduction to Social and Political Philosophy, p. 260. Encino & Belmont, California: Dickenson, 1973.
- "Distributive Justice." In Edmund S. Phelps, ed., Economic Justice: Selected Readings, pp. 319–362. Penguin Modern Economics Readings. Harmondsworth & Baltimore: Penguin Books, 1973.
- „Personal Communication, January 31, 1976.”. 10 (28). април 1978: 9. In Thomas Nagel's "The Justification of Equality." Critica n4.
- "The Basic Liberties and Their Priority." In Sterling M. McMurrin, ed., The Tanner Lectures on Human Values, III (1982), pp. 1–87. Salt Lake City: University of Utah Press; Cambridge: Cambridge University Press, 1982.
- "Social unity and primary goods" in Sen, Amartya; Williams, Bernard, ур. (1982). Utilitarianism and beyond. Cambridge / Paris: Cambridge University Press / Editions de la Maison des Sciences de l'Homme. стр. 159–185. ISBN 978-0511611964.
- "Themes in Kant's Moral Philosophy." In Eckhart Forster, ed., Kant's Transcendental Deductions: The Three Critiques and the Opus postumum, pp. 81–113, 253–256. Stanford Series in Philosophy. Studies in Kant and German Idealism. Stanford, California: Stanford University Press, 1989.

### Прегледи
- Review of Axel Hägerström's Inquiries into the Nature of Law and Morals (C.D. Broad, tr.). Mind. 64 (255): 421—422. јул 1955. Недостаје или је празан параметар |title= (помоћ).
- Review of Stephen Toulmin's An Examination of the Place of Reason in Ethics (1950). Rawls, John (октобар 1951). „Reviewed work: An Examination of the Place of Reason in Ethics, Stephen Edelston Toulmin”. Philosophical Review. 60 (4): 572—580. JSTOR 2181428. doi:10.2307/2181428..
- Review of A. Vilhelm Lundstedt's Legal Thinking Revised. Cornell Law Quarterly (1959), 44: 169.
- Review of Raymond Klibansky, ed., Philosophy in Mid-Century: A Survey. Rawls, John (јануар 1961). „Reviewed work: Philosophy in Mid-Century: A Survey, Raymond Klibansky”. Philosophical Review. 70 (1): 131—132. JSTOR 2183419. doi:10.2307/2183419..
- Review of Richard B. Brandt, ed., Social Justice (1962). Rawls, John (јул 1965). „Reviewed work: Social Justice, Richard B. Brandt”. Philosophical Review. 74 (3): 406—409. JSTOR 2183372. doi:10.2307/2183372..